# Disco dance (singolo)
Disco dance è un singolo del cantante italiano Gianmaria, pubblicato il 28 aprile 2023 come unico estratto dalla riedizione del primo album in studio Mostro.

## Descrizione
Il brano, scritto e composto da Gianmaria Volpato, Antonio Filippelli, Francesca Michielin, Gianmarco Manilardi, Nicolas Biasin, vede per la prima volta collaborare Gianmaria con Michielin, la quale lo ha incluso nella riedizione del suo album Cani sciolti. A proposito della collaborazione, il cantante ha dichiarato:

A proposito del titolo del brano, il cantante ha spiegato di come esso sia slegato dal significato vero del singolo:

## Accoglienza
Fabio Fiume di All Music Italia assegna al brano un punteggio di 6,5 su 10, definendolo musicalmente con una «ambientazione dance appropriata» in linea con il testo che narra di «una voglia di fuga che si è però tradita perdendo l’occasione, restando a guardare il resto del mondo fuori che invece continua a muoversi». Fiume afferma che la vocalità della Michielin risulti «malleabile per ogni tipo d’aspettativa musicale», non in assonanza con la voce del cantante che potrebbe «risparmiare sugli effetti da studio».
Claudio Cabona di Rockol apprezza il «sound da ballare e testo malinconico», trovandolo in «costante equilibrio», il cui testo descrive «il disagio di una ragazza che sente di non aver trovato il suo posto nel mondo». Gabriele Fazio dell'Agenzia Giornalistica Italia definsce Disco Dance «dispotico» poiché narra nel testo «la metafora di un mondo che va avanti senza pietà, senza aspettarci», trovando nelle parole del cantante, «sempre più centrato» nel suo ruolo di autore, e alle doti vocali di Michielin, la capacità di «arrivare forte in faccia, con tutta la loro malinconia, e non ti permettono di ridertela».

## Video musicale
Il video, diretto da Giacomo Triglia, è stato reso disponibile in concomitanza del lancio del singolo attraverso il canale YouTube del cantante.

## Tracce
Testi di Gianmaria Volpato, Antonio Filippelli, Francesca Michielin, Gianmarco Manilardi, Nicolas Biasin, musiche di Antonio Filippelli, Gianmarco Manilardi e Nicolas Biasin.
1. Disco dance – 3:02